# Фосампренавир
Фосампренавир — препарат для лечения ВИЧ/СПИДа, применяемый в рамках антиретровирусной терапии. Предшественник ампренавира.
Фосампренавир выпускается компанией ViiV Healthcare в виде соли кальция под торговыи марками Lexiva (в США) и Telzir (в Европе).
Другой антиретровирусный препарат — лопинавир — близок к фосампренавиру по механизму действия и эффективности. Основное преимущество фосампренавира перед лопинавиром в более низкой цене.

## Описание

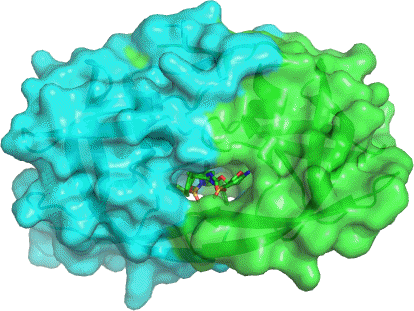
Димер протеазы ВИЧ-1 с ампренавиром (палочки).

Фосампренавир представляет собой пролекарство — предшественник ингибитора протеазы антиретровирусного препарата ампренавира, в который превращается в организме человека.
Управление по санитарному надзору за качеством пищевых продуктов и медикаментов США (FDA) одобрило фосампренавир для клинического применения 20 октября 2003 года. Европейское агентство лекарственных средств (EMA) — 12 июля 2004 года.
На 2006 год фосампренавир был наиболее часто применяемым средством против ВИЧ-1.

## Фармакологические свойства

### Фармакодинамика
В организме человека фосампренавир превращается в ампренавир, даже до того, как попадает в кровоток.
Метаболизируется в печени цитохромом P450 (CYP 3A4).
Выводится с каловыми массами, менее 1% — с мочой.

### Фармакокинетика
Через 15 минут после приёма фосампренавира ампренавир в плазме крови начинает определяться аналитическими методами. Его концентрация достигает максимума через 1,5–2 часа после введения фосампренавира.

## Эффективность и безопасность
В сравнении с лопинавиром фосампренавир обладает сопоставимой эффективностью (сравнивались препараты лопинавир-ритонавир и фосампренавир-ритонавир при комбинированной терапии с препаратом абакавир-ламивудин). При этом пациенты, принимающие фосампренавир, как правило, имеют более высокий уровень холестерина в сыворотке крови

## Применение
Фосампренавир используется для лечения инфекции ВИЧ-1.
Чаще всего фосампренавир применяется в комбинации с низкими дозами ритонавира и (или) с другими противовирусными препаратами.
Поскольку пища не влияет на скорость всасывания фосампренавира, его пероральный приём не зависит от приёмов пищи.

## Побочные эффекты
Наиболее частым побочным эффектом является диарея. Другие частые побочные эффекты включают головную боль, головокружение и экзантему, которые обычно носят временный характер. Тяжелые аллергические реакции (синдром Стивенса — Джонсона) возникают редко.